# Absorpcijski koeficient
Absórpcijski koeficiént (oznaka navadno μ ali λ in α) je snovna konstanta, ki nastopa pri absorpciji energijskega toka, ki z globino eksponentno pojema. Določen je kot recipročna vrednost tolikšne debeline absorbirajoče plasti, ki prepusti natanko 1/e vpadne gostote energijskega toka. Mednarodni sistem enot predpisuje za absorpcijski koeficient enoto m-1.

## Lastnosti
(Srednji) absorpcijski koeficient za Sončevo sevanje.
| snov                  | α           |
| --------------------- | ----------- |
| aluminij, poliran     | 0,20        |
| asfalt                | 0,93        |
| baker, poliran        | 0,18        |
| baker, oksidiran      | 0,70        |
| cinkovo belilo        | 0,22        |
| list, zelen           | 0,71 … 0,79 |
| marmor, bel           | 0,46        |
| opeka, rdeča          | 0,75        |
| skrilavec             | 0,88        |
| sneg, čist            | 0,20 … 0,35 |
| srebro, polirano      | 0,13        |
| strešna lepenka, črna | 0,82        |
| zlato, polirano       | 0,29        |
| železo, pocinkano     | 0,38        |
| železo, hrapavo       | 0,75        |